# Pseudomecas suturalis
Pseudomecas suturalis är en skalbaggsart som beskrevs av Martins och Maria Helena M. Galileo 1985. Pseudomecas suturalis ingår i släktet Pseudomecas och familjen långhorningar. Inga underarter finns listade i Catalogue of Life.